# Aoua Kéita
Aoua Kéita, również jako Awa Keita (ur. 12 lipca 1912 w Bamako, zm. 7 maja 1980 tamże) – malijska aktywistka niepodległościowa, pisarka i polityczka. W 1959 roku wybrana do Zgromadzenia Narodowego Mali, stając się pierwszą kobietą wybraną do parlamentu afrykańskiego państwa kolonijnego.

## Życiorys

### Młodość, edukacja i kariera zawodowa
Urodziła się 12 lipca 1912 w Bamako, ówcześnie na terenie Sudanu Francuskiego. Jej ojciec, Karamogo Kéita, był weteranem I wojny światowej, pochodził z Gwinei Równikowej i należał do Malinke. Jej matka należała do plemienia Dioula i pochodziła Wybrzeża Kości Słoniowej.
Jako jedna z niewielu dziewcząt w swoim pokoleniu rozpoczęła edukację w szkole dla dziewcząt w Bamako w 1923 roku. Została zapisana do szkoły dzięki staraniom swojego ojca, wbrew życzeniom matki. Szkołę ukończyła w 1928 roku i dostała się do École nationale de médecine et pharmacie w Dakarze, ówczesnej stolicy Francuskiej Afryki Zachodniej. Ukończyła studia medyczne w 1931 roku. Przez 12 lat pracowała w klinice dla oczekujących matek w Gao, którą pomogła założyć. W trakcie swojej kariery jako położna uczestniczyła w porodzie Alphy Oumara Konaré, prezydenta Mali w latach 1992–2002 oraz męża Adame Ba Konaré.
W 1935 roku wyszła za mąż za lekarza, Daoudę Diawarę. W wyniku operacji nie mogła mieć dzieci, rozstali się w 1949 roku. Wspólnie z mężem była aktywistką L’Union soudanaise-Rassemblement démocratique africain (US-RDA), antykolonialnej partii politycznej od początku jej istnienia w 1946 roku, byli również członkami zrzeszenia pracowników służby medycznej. Pomimo faktu, że wraz z mężem posiadała pożądane przez wielu obywatelstwo Francji, stali się aktywnymi liderami ruchu antykolonialnego.

### Działalność polityczna
We wrześniu 1958 roku została wybrana na członkinię biura politycznego US-RDA, stając się pierwszą i jedyną kobietą we władzach partii. Została komisarzem ds. kobiet w partii, zasiadła również w komitecie odpowiedzialnym za utworzenie konstytucji kraju.
Z powodzeniem wystartowała w wyborach parlamentarnych w Sudanie Francuskim w 1959 roku z ramienia L’Union soudanaise-Rassemblement démocratique africain (US-RDA) w okręgu wyborczym obejmującym region Sikasso. Stała się pierwszą kobietą wybraną do parlamentu kraju. Wszystkie miejsca w tych wyborach objęli przedstawiciele US-RDA. Została pierwszą kobietą z francuskojęzycznego państwa w Afryce wybraną do krajowego parlamentu oraz pierwszą kobietą wybraną do parlamentu w Afryce Zachodniej.

### Pozostała działalność
W 1975 roku wydała swoją autobiografię pod tytułem Femme d’Afrique: la vie d’Aoua Keïta racontée par elle-même. Książka wygrała Grand prix littéraire d'Afrique noire.

### Życie prywatne i śmierć
W latach 1935–1949 pozostawała w związku małżeńskim z malijskim lekarzem Daoudem Diawarem. Zmarła 7 maja 1980 w Bamako, swoim rodzinnym mieście.